# Mokrane Amar
Ne doit pas être confondu avec Amar Mokrane.
Mokrane Amar (en arabe : مقران عمر) est un footballeur international algérien né le 17 janvier 1940 à Alger. Il évoluait au poste de gardien de but.
Il est le grand frère du footballeur international Sid Ali Amar.

## Biographie

### En club
Il évoluait en première division algérienne avec son club formateur le NA Hussein Dey ou il a passé toute sa carrière footballistique.

### En équipe nationale
Mokrane Amar reçoit 3 sélections en équipe d'Algérie entre 1965 et 1968. Il joue son premier match en équipe nationale le 17 mars 1968, contre le Maroc (nul 0-0). Il joue son dernier match le 30 juin 1968, contre la Guinée (défaite 2-3).

## Palmarès
NA Hussein Dey
- Championnat d'Algérie (1) :
  - Champion : 1966-67.

- Coupe d'Algérie :
  - Finaliste : 1967-68.